# Літчфілд (Каліфорнія)
Літчфілд (англ. Litchfield) — переписна місцевість (CDP) в США, в окрузі Лассен штату Каліфорнія. Населення — 160 осіб (2020).

## Географія
Літчфілд розташований за координатами 40°23′16″ пн. ш. 120°22′52″ зх. д. / 40.38778° пн. ш. 120.38111° зх. д. (40.387724, -120.380985).  За даними Бюро перепису населення США в 2010 році переписна місцевість мала площу 10,22 км², уся площа — суходіл.

## Демографія
Згідно з переписом 2010 року, у переписній місцевості мешкало 195 осіб у 77 домогосподарствах у складі 55 родин. Густота населення становила 19 осіб/км².  Було 94 помешкання (9/км²).
Расовий склад населення:
| - 90,3 % — білих - 7,2 % — осіб інших рас |

До двох чи більше рас належало 2,6 %. Частка іспаномовних становила 12,8 % від усіх жителів.
За віковим діапазоном населення розподілялося таким чином: 23,6 % — особи молодші 18 років, 61,0 % — особи у віці 18—64 років, 15,4 % — особи у віці 65 років та старші. Медіана віку мешканця становила 43,9 року. На 100 осіб жіночої статі у переписній місцевості припадало 97,0 чоловіків;  на 100 жінок у віці від 18 років та старших — 101,4 чоловіків також старших 18 років.
Середній дохід на одне домашнє господарство  становив 43 730 доларів США (медіана — 47 625), а середній дохід на одну сім'ю — 40 311 долар (медіана — 43 295). За межею бідності перебувало 6,6 % осіб, у тому числі 0,0 % дітей у віці до 18 років та 31,8 % осіб у віці 65 років та старших.
Цивільне працевлаштоване населення становило 37 осіб. Основні галузі зайнятості: мистецтво, розваги та відпочинок — 37,8 %, будівництво — 37,8 %, фінанси, страхування та нерухомість — 24,3 %.